# 方良曙
方良曙（1515年—1585年），字子賓，號暘谷，直隸徽州府歙縣人，民籍，明朝政治人物。

## 生平
嘉靖二十八年（1549年）己酉科應天鄉試第二十九名舉人，三十二年（1553年）癸丑科進士。兵部观政，授南京刑部主事，父喪去职。服除，補南京工部主事，奉使荆州榷木。遷员外郎，奔母喪，服除，起复补刑部，历刑部署郎中，四十四年（1565年）十一月北直隶恤刑。實授刑部浙江司郎中，隆慶元年（1567年）十一月升河南按察司副使、治河。四年（1570年）七月升江西布政使司左参政，六年（1572年）二月升湖广按察使，九月升河南右布政使，万历二年（1574年）正月升云南左布政使，七年（1579年）八月官至應天府府尹，八年（1580年）二月被勒致仕。十三年（1585年）卒，年七十一，十五年（1587年）六月賜祭葬。

## 家族
曾祖方懋安；祖父方泰；父方祥慶（1478-1554）。外祖父姚道轉；外祖母謝氏；母姚壯真（1482-1561）。兄方良明，弟方良啟、方良用（生員）、方良鎧、方良鎮、方良肇。幼子方一敬，万历乙酉科顺天乡试举人。